# Machhlīshahr
Machhlīshahr är en ort i Indien.   Den ligger i distriktet Jaunpur och delstaten Uttar Pradesh, i den centrala delen av landet, 600 km sydost om huvudstaden New Delhi. Machhlīshahr ligger 98 meter över havet och antalet invånare är 25 247.
Terrängen runt Machhlīshahr är mycket platt. Runt Machhlīshahr är det tätbefolkat, med 947 invånare per kvadratkilometer. Det finns inga andra samhällen i närheten. Trakten runt Machhlīshahr består till största delen av jordbruksmark.